# Kohautia microflora
Kohautia microflora là một loài thực vật có hoa trong họ Thiến thảo. Loài này được D.Mantell mô tả khoa học đầu tiên năm 1989.